# Estadio de Chamartín
El Estadio de Chamartín (oficialmente Campo del Real Madrid Club de Fútbol) fue un estadio de fútbol inaugurado en 1924, propiedad del Real Madrid, ubicado en Madrid, España. Su demolición se produjo en 1946 para proceder a la construcción del nuevo estadio Santiago Bernabéu.

## Historia
En 1923 el Real Madrid F. C., que por entonces disputaba sus encuentros en el Velódromo de Ciudad Lineal, adquirió unos terrenos en la localidad de Chamartín de la Rosa —por entonces un municipio independiente de Madrid y posteriormente anexionado a la capital— para construir un nuevo estadio. Los terrenos, conocidos con el nombre de "Villa Rosa", tenían 122 000 metros de extensión y quedaban delimitados por la carretera de Chamartín de la Rosa (cuya entrada al recinto se encontraba en el número 11), el camino del Arenal de Maudes y la calle Alfredo Calderón (actuales paseo de la Castellana, avenida de Concha Espina y calle Padre Damián).
Un exjugador del club, José María Castell, quien ya había sido el arquitecto del Stadium Metropolitano de Madrid, fue el responsable del proyecto que incluía un complejo deportivo formado por pistas de tenis, gimnasio y piscina, así como un campo de hierba —el primero en plena propiedad de la historia de la entidad— con capacidad para 15 000 espectadores. Para hacer frente a las obras el club tuvo que pedir un crédito de 500 000 pesetas.
El Estadio de Chamartín se inauguró coincidiendo con las fiestas de San Isidro, el 17 de mayo de 1924, en un partido frente al Newcastle United Football Club inglés, equipo que por entonces ya era profesional y era el reciente campeón de la Football Association Cup. El saque de honor corrió a cargo del infante Juan de Borbón. El partido fue arbitrado por Ricardo Rocamora. El jugador visitante Willie Gibson fue el autor del primer gol en la historia del nuevo estadio tras chutar el balón colándose por un ángulo superior de la portería en la primera parte del encuentro. Sin embargo, el equipo madridista remontó para ganar el partido por 3–2, con dos goles de Félix Pérez y uno de José María Muñagorri.
Aunque inicialmente se barajó el nombre de Parque de Sports del Real Madrid Foot-ball Club para el nuevo estadio, finalmente se optó por Campo del Real Madrid Club de Fútbol. Sin embargo, popularmente fue siempre conocido como Estadio de Chamartín, debido al municipio colindante, absorbido más tarde por la ciudad de Madrid. El 30 de junio de 1927, el equipo finalmente adquirió los terrenos donde se ubicaba el estadio por 642 000 pesetas.

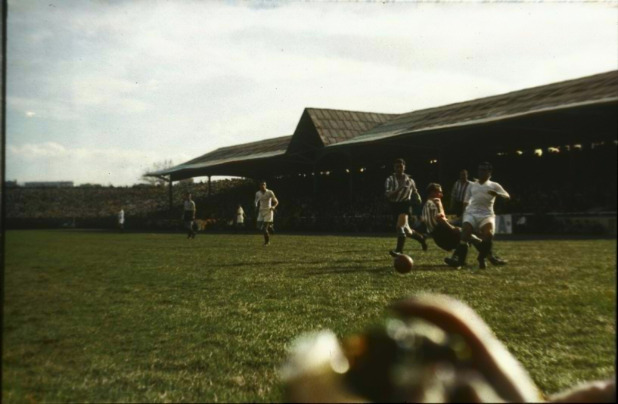
Imagen del estadio de Chamartín durante el partido que enfrentó al Real Madrid y al Athletic Club el 14 de marzo de 1943

Tras la guerra civil, el estadio, y sobre todo el terreno de juego, se encontraba en un estado lamentable por lo que el club tuvo que renovarlo. El 22 de octubre de 1939 el estadio reabrió sus puertas para la disputa de un partido del Campeonato Mancomunado Centro que enfrentaba al equipo blanco contra el Atlético-Aviación. El choque acabó en victoria merengue por 2-1.
Durante la temporada 1939-40, se permitió al Atlético-Aviación jugar de manera provisional algunos partidos como local al quedar el Stadium Metropolitano destruido durante la Guerra Civil, y antes de recalar en el Campo de Vallecas.
El 2 de mayo de 1946, Santiago Bernabéu, por entonces presidente del club, organizó una multitudinaria comida en el estadio para despedir del recinto y a la cual fueron invitados los 200 socios más antiguos del club.
El 13 de mayo de 1946 se disputó el último partido oficial en Chamartín, jugado contra el Club Deportivo Alcoyano, con resultado de 2-0 a favor del conjunto local y correspondiente a la vuelta de los cuartos de final de la Copa del Generalísimo. El encuentro fue arbitrado por Fernando Aurre Larrea del colegio vasco y el último goleador fue Pruden Sánchez en el minuto 57.
Tres días más tarde, el equipo blanco volvió a jugar en Chamartín un amistoso como clausura del estadio contra el Club Deportivo Málaga que acabó perdiendo por 4-5 con un equipo plagado de suplentes. El partido fue arbitrado por José Álvarez Antón del colegio madrileño, y al día siguiente comenzó la demolición del estadio.
Debido a esto y a las obras de construcción del nuevo estadio, el club disputó el partido de vuelta de las semifinales de la Copa del Generalísimo 1946, todos sus partidos como local en la temporada 1946-47 y cinco jornadas de la temporada 1947-48 en el Stadium Metropolitano.
En 1947 se trasladó al conocido como Nuevo Estadio de Chamartín —renombrado en 1955 como Estadio Santiago Bernabéu—, proyectado por el ingeniero de caminos Carlos Fernández Casado, y que se construyó en los terrenos anexos. Bajo estos transcurren los túneles ferroviarios Atocha-Chamartín construido bajo los jardines de esta Villa en los años de la Segunda República, siendo ministro de Obras Públicas Indalecio Prieto.

### Período en guerra
Durante la guerra civil española los terrenos fueron utilizados como huertos para el suministro debido a su amplitud. Según diversos periodistas y doctores e historiadores, una vez finalizada la guerra y antes de que se restaurasen las competiciones deportivas en el país, en abril de 1939 el bando sublevado utilizó el lugar como centro de detención y confinamiento de los prisioneros del bando republicano, algo no corroborado por otros doctores e historiadores. Algún detenido que pasó por el recinto del Viejo Chamartín ha relatado el abandono al que estuvieron sometidos, llegando a morir gente de hambre; como no se les facilitaban alimentos, «al final dijeron por los altavoces: todo el mundo que se vaya a su casa y luego se presente a las autoridades», según un testimonio.